# Danielle Collobert
Danielle Collobert (Rostrenen, 23 luglio 1940 – Parigi, 24 luglio 1978) è stata una scrittrice francese.

## Biografia
Danielle Collobert trascorre la prima infanzia, durante la guerra, a casa dei nonni nel villaggio di Rostrenen, in Bretagna, dove la madre e la zia tornano quando possono. Sua madre, un'istitutrice, lavora in un paese vicino a Rostrenen. Entrambe entrano nelle file della Resistenza.
Nel 1942, suo padre parte per la zona libera e si impegna nell'Armée secrète. Lo rivede solo dopo la Liberazione. Il 9 agosto 1943, la zia viene arrestata dalla Gestapo. Deportata a Ravensbrück, anche lei ritorna solo dopo la Liberazione.
Nel 1945, la famiglia si trasferisce a Parigi. Suo padre entra nel « Ministère de l'Air ». Sua madre lavora come istitutrice a  Belleville.
Danielle Collobert comincia a scrivere il suo « quaderno » nel 1956, con testi in prosa e poemi. Nella primavera del 1958 incontra Uccio Esposito-Torrigiani.
Dopo avere abbandonato gli studi ed aver rinunciato ad entrare all'École normale, nel 1961 lavora alla galerie Hautefeuille e scrive Totem, scrive anche molti testi di Meurtre. In aprile pubblica Chant des guerres presso Pierre-Jean Oswald (qualche anno dopo distruggerà la tiratura di questo primo libro).
La sua vita è fondata sul rifiuto di ogni oppressione. Si impegna nella rete di sostegno al FLN per l'indipendenza dell'Algeria. Per le sue attività politiche si trova costretta ad abbandonare la Francia. Si rifugia in Italia e collabora alla Révolution africaine.
Nel maggio del 1968 aderisce all'Unione degli scrittori. Si trova in Cecoslovacchia quando i carri armati sovietici invadono il Paese.
Compie numerosi viaggi in giro per il mondo. Il giorno del suo trentottesimo compleanno si toglie la vita in un albergo della rue Dauphine a Parigi.
Le opere complete di Danielle Collobert, insieme a molti testi inediti, sono state pubblicate in due volumi a cura di Françoise Morvan dalle edizioni P.O.L.

## Opere
- Meurtre, Gallimard, Paris, 1964.
- Des nuits sur les hauteurs di Giuseppe Bonaviri, traduzione in collaborazione con Uccio Esposito Torrigiani, éditions Denoël, prefazione d'Italo Calvino, 1971
- Dire : I-II :+un-deux+, Paris, Seghers: Laffont, 1972, collection Change, série rouge.
- Il donc, Seghers-Laffont, col. Change, Paris, 1976.
- Survie, Éditions Orange Export Ltd, 1978.
- Cahiers, Seghers-Laffont, 1983 (curate e presentate da Uccio Esposito-Torrigiani).
- Recherche, Fourbis, 1990.
- Chants des guerres, Éditions P.-J. Oswald, 1961 (poi Éditions Calligrammes, Quimper, 1999).
- Polyphonie, France Culture, 1973
- Discours, in collaborazione con Uccio Esposito Torrigiani; Saarländischer Rundfunk, 1976
- Bataille, in collaborazione con Uccio Esposito Torrigiani, France Culture, 2001.

Tutti questi testi sono compresi nell'edizione delle opere complete:
- Œuvres I, P.O.L, 2004 (Meurtre, Dire I-II, Il Donc, Survie), edizione curata e presentata da Françoise Morvan, prefazione di Jean-Pierre Faye.
- Œuvres II, P.O.L, 2005, edizione curata e presentata da Françoise Morvan, con « Suite & fin » d'Uccio Esposito-Torrigiani et nota biografica di Françoise Morvan.

### In antologia
- 23 poètes de Bretagne aujourd'hui, un état des lieux, Jacques Josse, éditions Ubacs, 1989
- Poétique Bretagne, une anthologie de 32 poètes, Alain-Gabriel Monot, Keltia Graphic / Coop Breizh, 2003
- Les singularités du pluriel, 101 poètes, 101 éditeurs (1967-2003) , Jean-Pierre Sintive, Médiathèque de Cavaillon, 2003
- Proses de Bretagne, Alain-Gabriel Monot, éditions La Part Commune, 2006